# Imma procrossa
Imma procrossa är en fjärilsart som beskrevs av Edward Meyrick 1906. Imma procrossa ingår i släktet Imma och familjen Immidae. Inga underarter finns listade i Catalogue of Life.